# 린덴호프

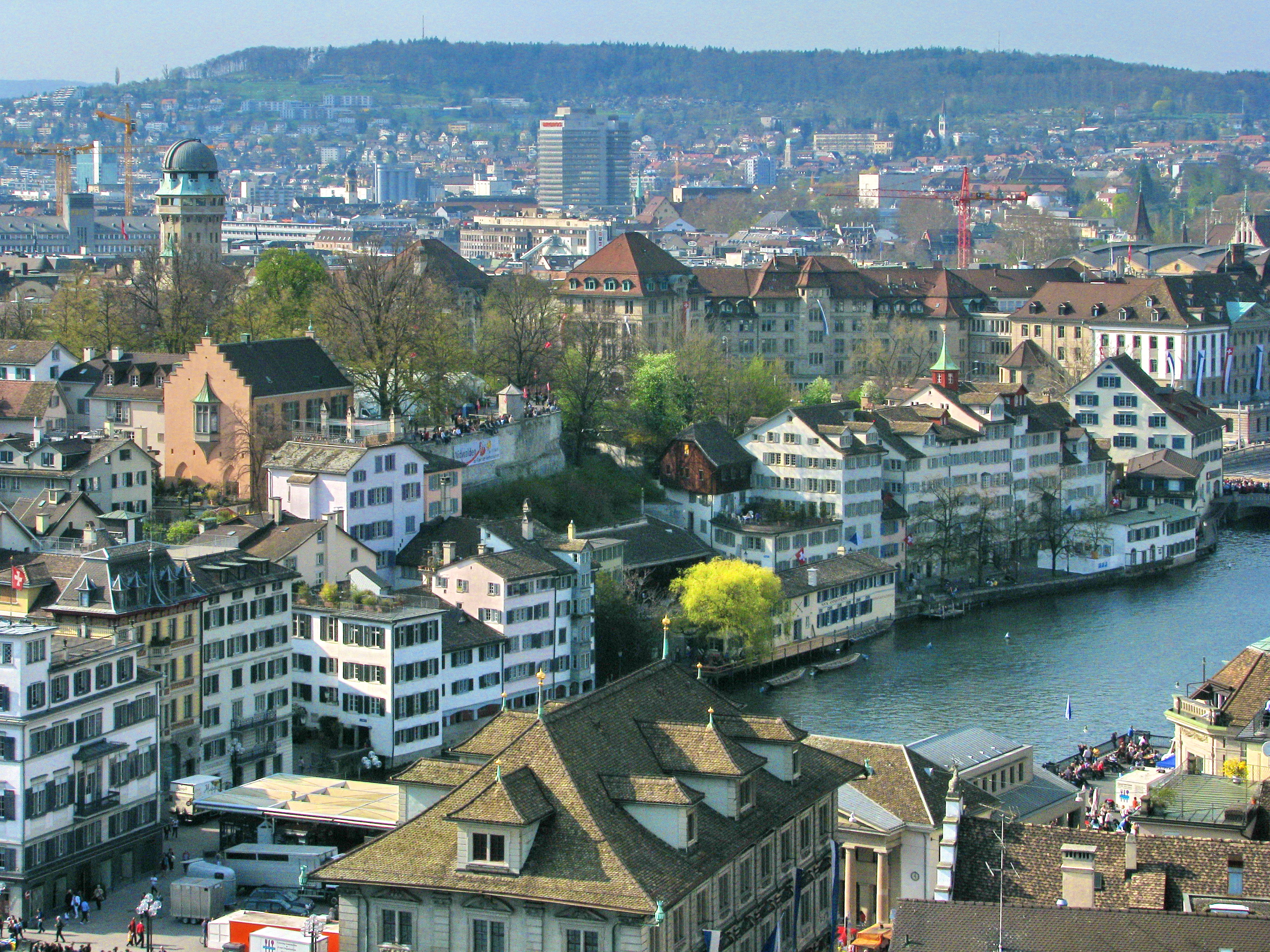
시페 구역, 리마트강, 린덴호프 언덕과 케퍼베르크 (배경), 그로스뮌스터에서 본 풍경 (2010년 4월)

린덴호프(Lindenhof)는 스위스 취리히의 역사적 중심지에 있는 빙퇴석 언덕이자, 광장이다.(린덴호프는 글자 그대로 피나무의 뜰이라는 의미) 이곳은 로마와 카롤링거 시대의 카이저팔츠가 있었던 곳으로 그 주변에서 도시가 역사적으로 성장했다. 선사 시대, 로마 시대, 중세 시대 유적을 포함한 언덕 위 지역은 국가적으로 중요한 스위스 문화유산으로 등재되어 있다.

## 지형
린덴호프(북쪽 부분은 질뷜 Sihlbühl이라고 함)는 취리히 알트슈타트의 역사적 중심지인 1구(알트슈타트)의 린덴호프 구역을 지배한다. 북쪽으로는 우리니아슈트라세(Uraniastrasse, 시 경찰서)에서 끝나고, 남쪽으로는 성 베드로 교회 근처에서 끝난다. 서쪽에서 언덕은 반호프슈트라세(Bahnhofstrasse)로 제한되며, 동쪽에서는 리마트강와 시페(Schipfe) 구역에서 끝난다.
린덴호프는 빙하의 잔해 꼭대기에 있다. 언덕과 그 광장은 취리히 지역에 있는 린트 빙하의 빙퇴석의 일부이다. 지금은 크게 평평해진 린덴호프(428m)가 리마트강 위로 약 25m 솟아 있다.

## 역사

### 선사시대

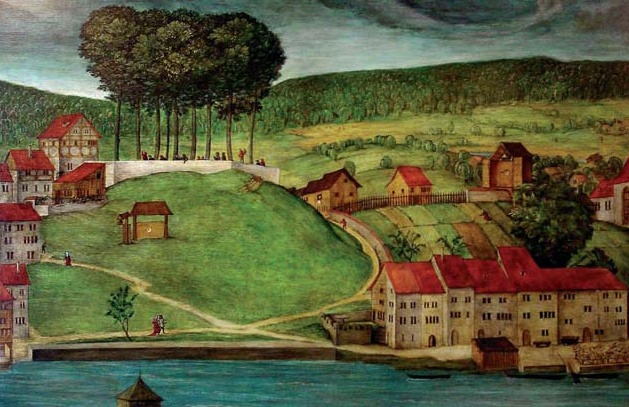
린덴호프와 시페 by 한스 로이 더 엘더 (15세기 말)

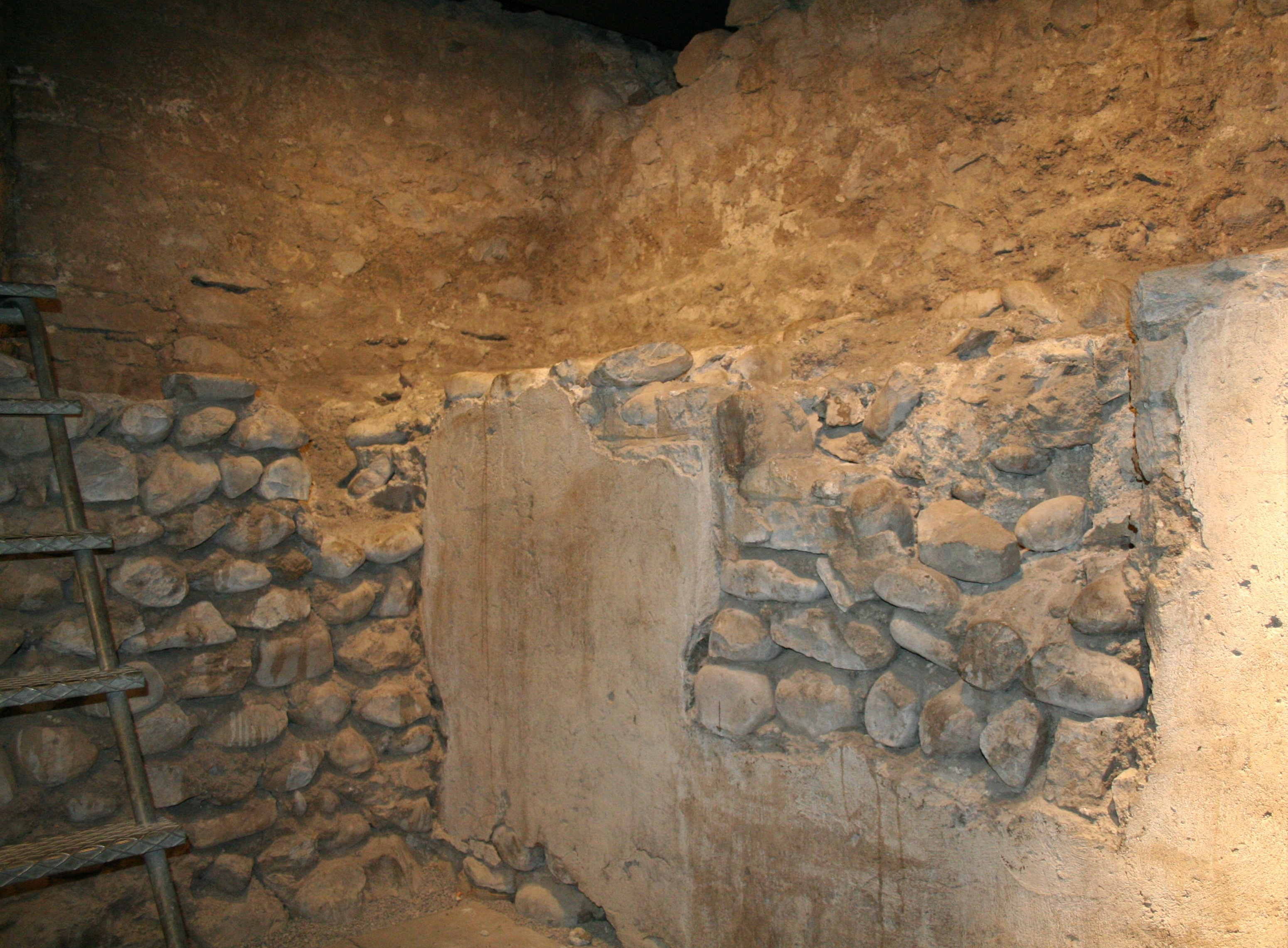
린덴호프켈러의 켈트족, 로마시대, 중세시대 유물

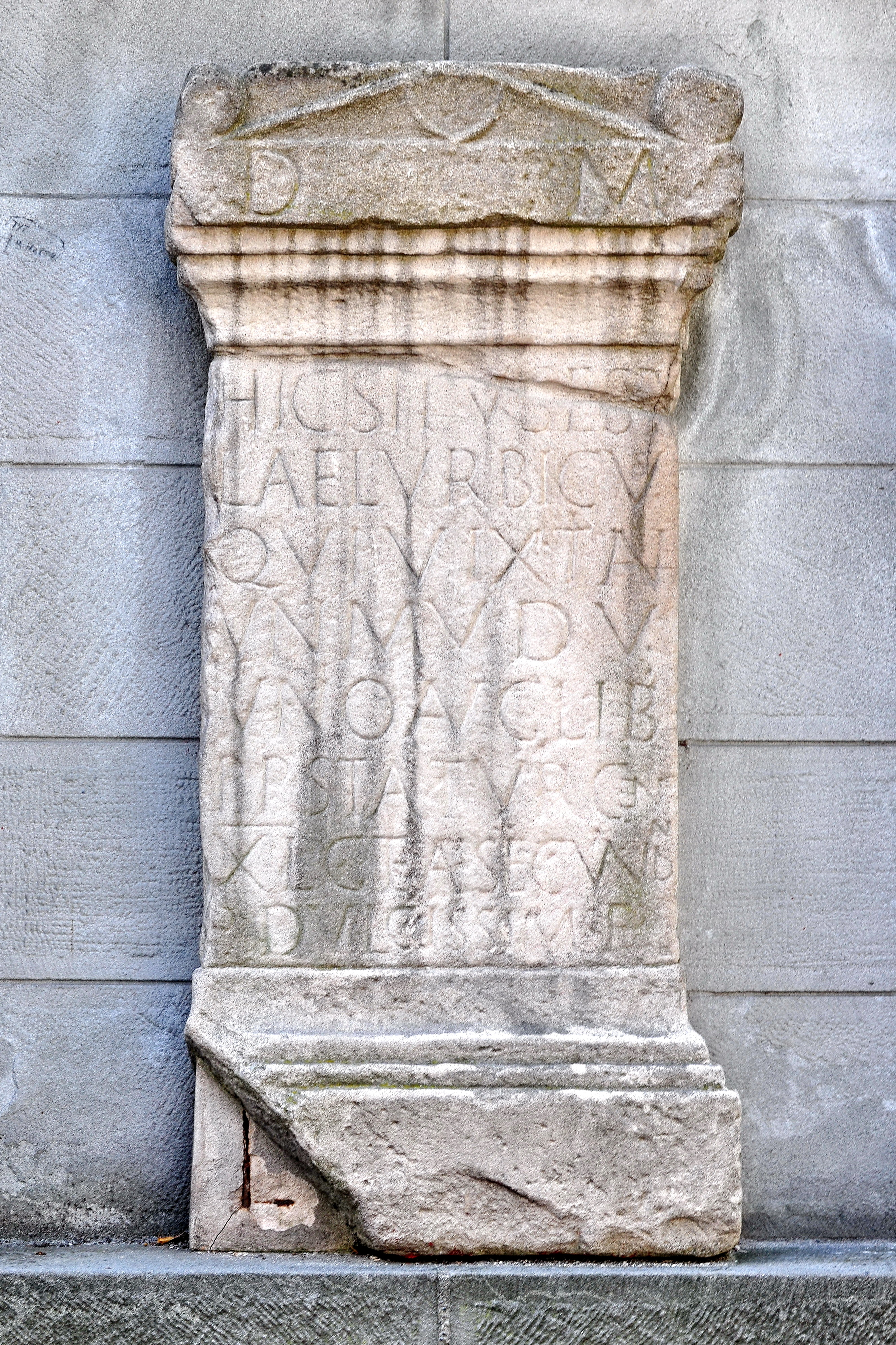
루시우스 엘리우스 우르비쿠스 묘지석 (200 AD), 린덴호프의 팔츠가세의 일부에서 발견

취리히 호수의 평평한 기슭에는 클라이너 하프너(Kleiner Hafner)와 그로서 하프너(Grosser Hafner)와 같은 신석기 시대와 청동기 시대(기원전 4500년에서 850년) 호숫가 정착지가 있었다. 린덴호프는 주로 물로 둘러싸여 있었다. 중세 초기까지 이웃한 뮌스터 호프(프라우뮌스터 수도원 광장)는 실로 범람한 늪지대였다. 따라서 린덴호프는 초기 요새화 정착을 위한 최적의 위치였다. 청동기 시대 중세(기원전 1500년) 유물이 리마트강(스키페) 근처에서 발견되었다. 고고학자들은 1989년, 1997년, 2004년, 2007년에 린덴호프와 렌베크의 고고학 캠페인에서 발견된 기원전 1세기(라텐 문화)의 켈트 오피둠의 유적을 발견했다.

### 로마 비쿠스
기원전 15년에 아우구스투스의 의붓아들인 드루수스와 티베리우스는 취리히 호수 왼쪽의 영토를 로마 속주인 라이티아와 게르마니아 수페리오르로 통합했다. 로마 시대의 여러 석조 건물이 언덕과 그 주변에 있었다. 그곳은 리마트강의 양쪽에 위치했고, 현재의 라트하우스브뤼케(Rathausbrücke) 근처에 위치한 로마 다리로 연결된 작은 비쿠스 투리쿰의 일부였다.
취리히의 로마식 이름인 투리쿰(Turicum)은 2세기 소년의 묘비에 새겨져 있다. 1747년 5월 15일에 발견되었으며, 로마자 STA(tio) TUR(i)CEN(sis)를 나타낸다. 묘비는 스위스 국립박물관에 있다. 사본은 성 베드로 교회로 이어지는 팔츠가세(Pfalzgasse)의 린덴호프 벽에 통합되어 있다.
로마 군대는 로마 황제 발렌티니아누스 1세(364~375) 시대에 지형을 사용하여 언덕 꼭대기에 요새를 건설하여 알레만니족에 의한 북쪽으로부터의 이주를 방어했다. 4,500k㎡의 넓이에 10개의 탑과 2m 너비의 벽을 갖추고 있었다.

### 중세 성곽과 묘지

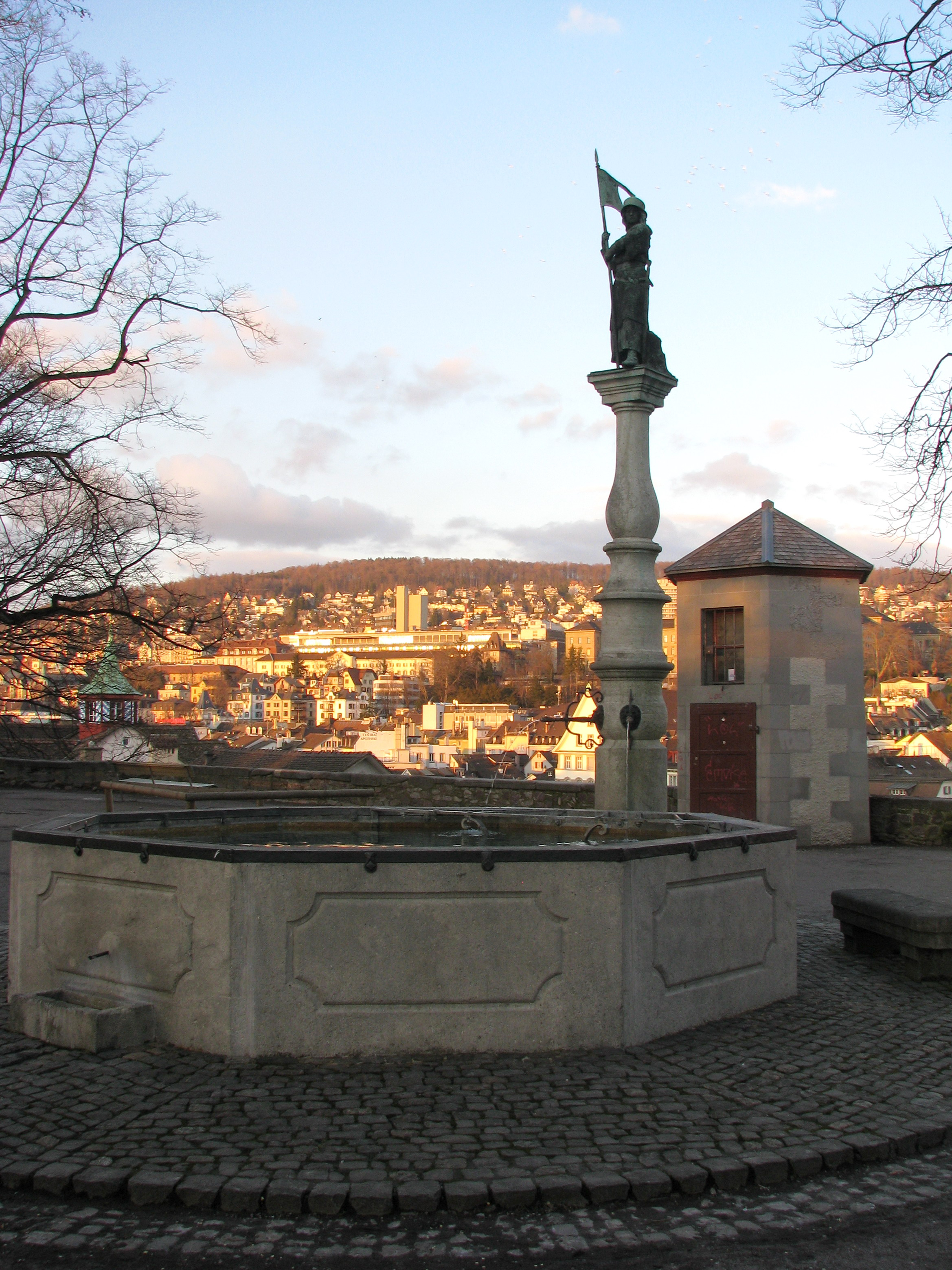
헤드비크 분수 와 펌프역

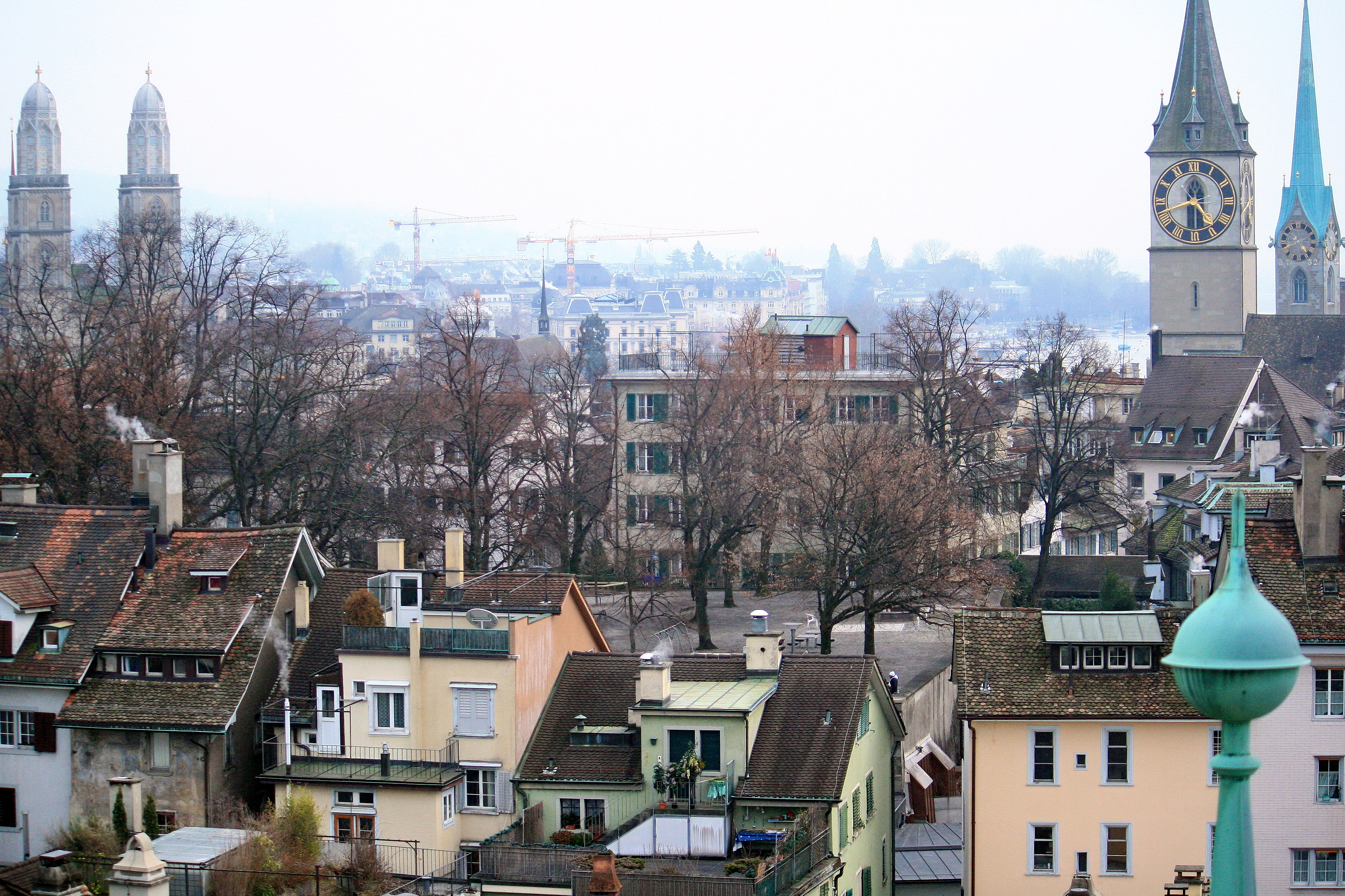
우라니아 슈테른바르테에서 본 린덴호프

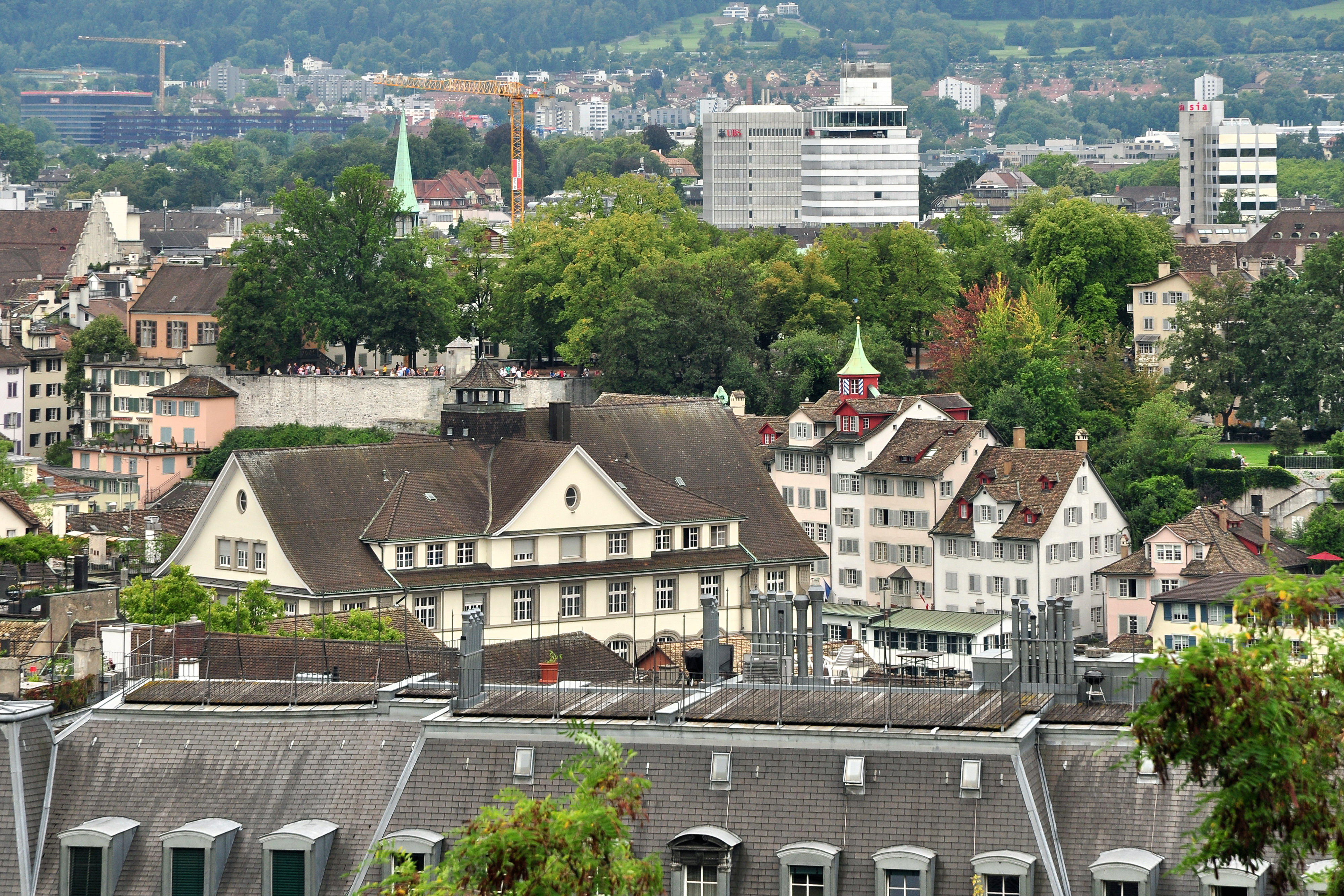
ETH 취리히 고지대에서 본 린덴호프

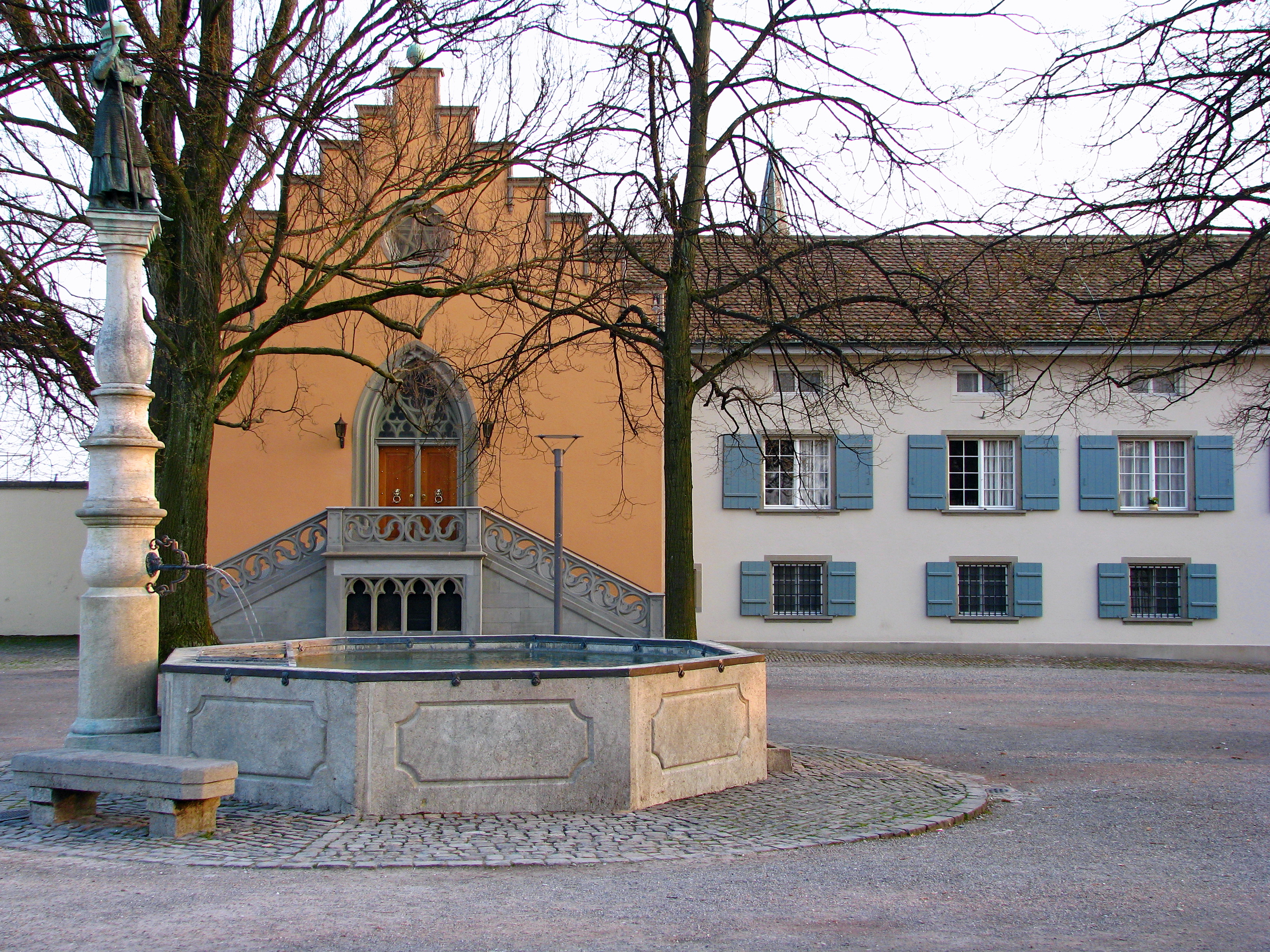
프리메이슨의 롯지 Modestia cum Libertate (M.c.L.)

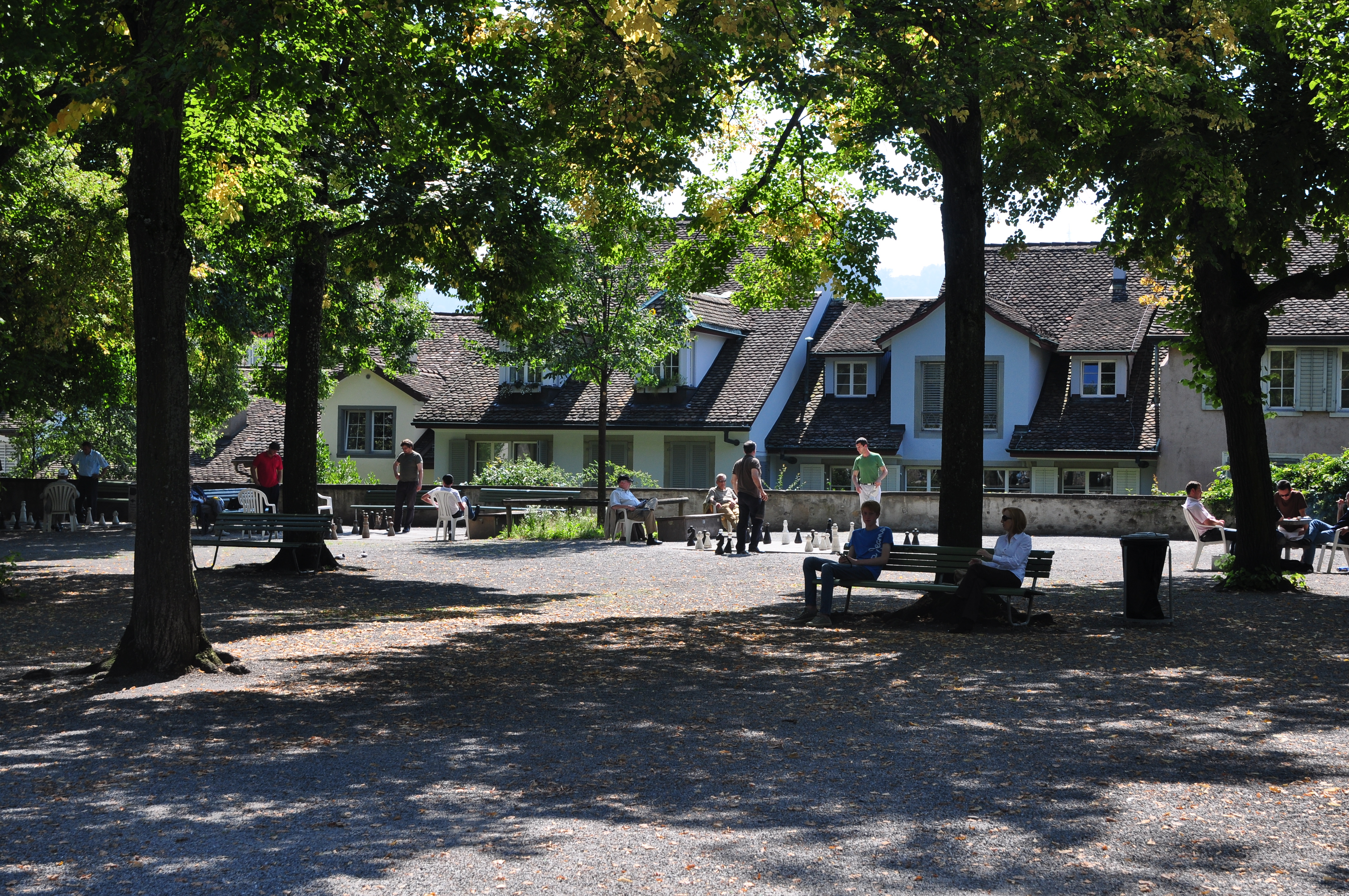
린덴호프 광장

중세 시대에 언덕 위의 평평한 요새는 옹벽이 되었고, 린덴호프 테라스에 현재의 형태와 유사한 형태를 부여했다. 로마 진영의 유적은 나중에 취리히의 역사적 중심지를 요새화하는 중심지로 사용되었다. 석회 모르타르와 고대 성벽의 상당 부분이 린덴호프 주변의 타운 하우스와 카이저팔츠(1218년에 파손됨)에 통합되었으며, 독일 황제 하인리히 4세와 베르타 폰 토리노의 약혼을 포함하여 축제의 장소로 사용되었다. 1055년 크리스마스에. 로마 성의 유적은 중세 초기까지 존재했다: 카롤링거 시대, 나중에 오토 왕조의 팔츠(Pfalz, 1054)는 그 유적 위에 세워졌다. 이 카이저팔츠는 요새화된 언덕의 동쪽에 예배당이 있는 긴 건물이었다. 그것은 1172년에 마지막으로 언급되었고, 1218년에 버려진 채로 남아 있었는데, 그때 개인 주택에 성벽과 석조 벽돌을 쌓기 위해 그 유적을 청소했다.
1937년 고고학자들은 동쪽에서 서쪽으로 향하는 중세 후기 어린이와 성인의 무덤을 발견했다. 1384년에는 린덴호프에 있는 예배당이 언급되었지만, 유적은 발견되지 않았다. 예배당은 1524년 또는 1525년(취리히 종교 개혁)에 끝난 바세르 교회, 그로스뮌스터, 프라우뮌스터 교회 행렬의 일부였다고 믿어진다. 오순절의 이러한 종교 행사는 취리히의 성 펠릭스와 레굴라와 엑스페란티우스(Exuperantius)를 기리는 것이었다.

### 현대의 공공 공원
이전 왕실 거주지가 철거된 후, 성벽 내의 유일한 공공 공원인 언덕은 울창한 나무 초목, 돌 탁자, 석궁 가판대, 볼링 및 체스가 있는 공공 생활과 휴식을 위한 공간이 되었다. 후자는 현대에도 여전히 매우 인기가 있다. 연대기에 따르면 1774년에 52그루의 틸리아(라임 나무)가 심어졌다. 활과 석궁 사격은 아마 린덴호프에서 가장 중요한 여가 활동 중 하나였을 것이다. 각 취리히 길드에는 고유한 석상이 있었고, 의상을 입은 길드원들은 저녁 식사를 위해 젝셀로이텐에서 만났다. 고트프리트 켈러는 그의 시 취리히에서의 행진(Ein Festzug, 1856)에서 묘사했다.
1526년 8월, 시의회와 취리히의 모든 길드에서 장크트갈렌의 손님들을 저녁식사에 초대했다. 이 만찬 참석자 중에는 취리히의 저명한 성직자인 울리히 츠빙글리, 레오 주드, 콘라드 펠리칸, 프리드리히 미코니우스, 그리고 카펠 수도원의 수도원장이었다.
헤드윅 분수(1688)는 구스타프 지버(Gustav Siber)가 조각했다. 그것은 1292년 취리히 포위전의 전설을 취리히 여성 지도자의 투구 조각과 함께 묘사한다. 바로크 양식의 영향으로 린덴호프는 1780년에 엄격하게 기하학적인 공원으로 개조되었다.
1851년, 프리메이슨 롯지 Modestia cum Libertate (McL)는 파라다이스 건물을 구입하여 독특한 박공이 있는 롯지 건물로 개조했다. 이때 로마 시대와 중세 시대의 동전, 난로 타일 및 기타 공예품이 발견되었다. 1865년, 심한 폭풍 피해로 재설계되었다. 공원은 몇 년 동안 라임나무 대신 밤나무와 아카시아 나무가 지배했다. 재설계는 대중에게 받아들여지지 않았고, 1900년에 린덴호프 광장이 현재의 모습을 갖추게 되었다.
오늘날에는 역사적인 길드 만찬 외에도 수많은 공개 행사와 축제가 있다. 광장은 또한 관광 명소이다. 린덴호프까지 가는 좁은 길에는 차가 허용되지 않는다.
저명한 역사적 방문객 중에는 자코모 카사노바가 있었다. 그 외의 이곳을 방문한 역사적인 인물들로는 다음과 같은 사람들이 있다. 독일의 시인 요한 볼프강 폰 괴테, 스위스의 역사가 요하네스 폰 뮐러, 공작 샤를 아우구스투스, 작센-바이마르-아이제나흐 대공, 요한 고틀리프 피히테, 앤 루이스 저메인 드 스타엘, 칼 빌헬름 프리드리히 슐레겔, 요한 루트비히 울란트, 프란츠 리스트, 리하르트 바그너와 요하네스 브람스

## 국가중요문화재
언덕 지역은 선사 시대 켈트족, 갈로-로마족의 중세 정착지 및 건물의 유적을 포함하여 국가적으로 중요한 스위스 문화유산으로 지정되었다.